# Kiwaidae
Kiwaidae is een familie van kreeftachtigen uit de klasse van de Malacostraca (hogere kreeftachtigen).

## Geslacht
- Kiwa Macpherson, Jones & Segonzac, 2005